# Traismauer Triathlon

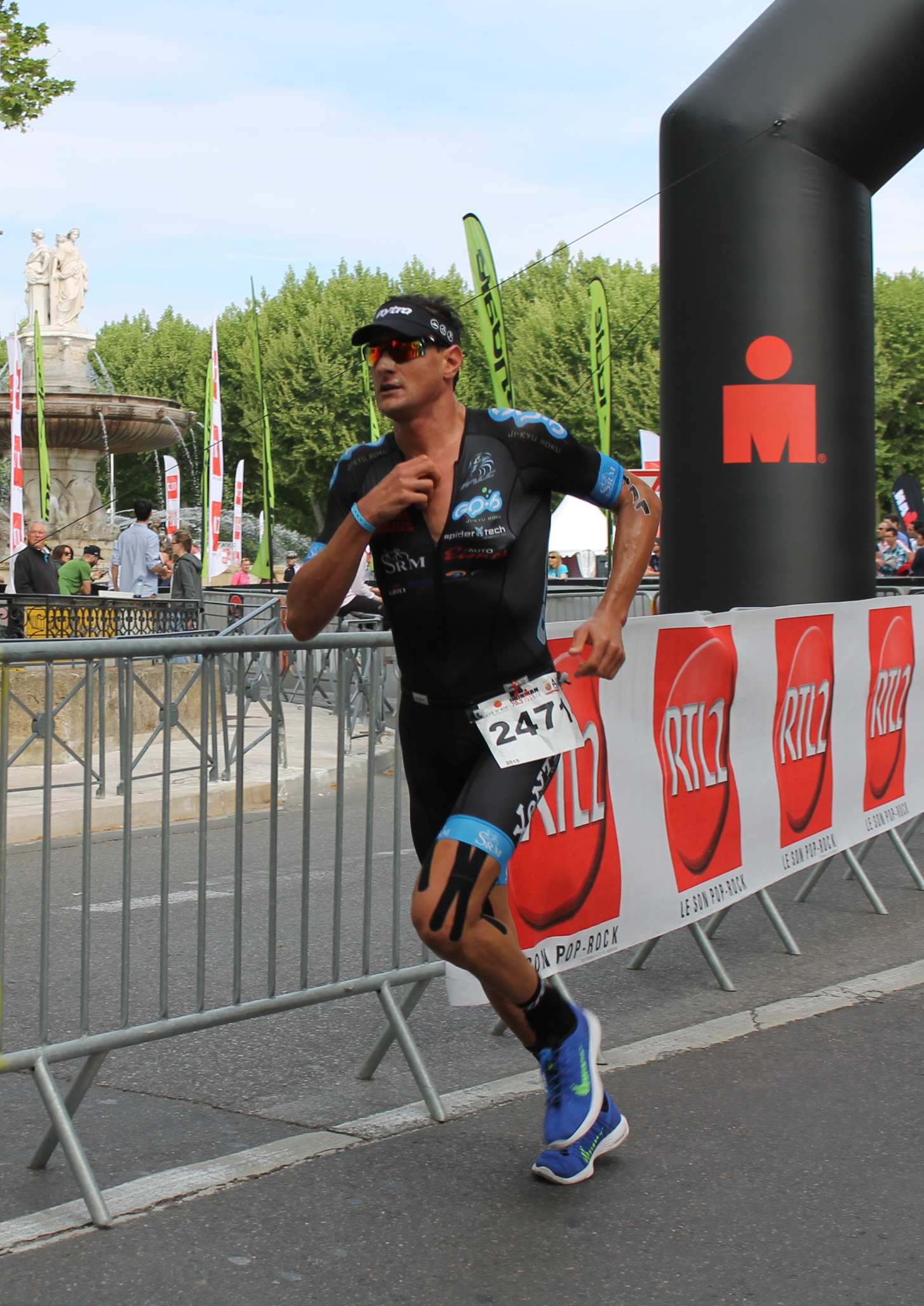
Michael Weiss, Sieger der Erstaustragung 2019, 2020 und 2021

Der Traismauer Triathlon ist eine Triathlon-Veranstaltung, die von 2019 bis 2021 jährlich um den Naturbadesee Traismauer im Bezirk Sankt Pölten-Land in Niederösterreich ausgetragen wurde.

## Organisation
Der Traismauer Triathlon ist eine Nachfolgeveranstaltung des bis 2018 ausgetragenen Krems Triathlons. Dieser Wettkampf wird seit 2019 über zwei unterschiedliche Distanzen von der Firma Bestzeit ausgetragen:
- Sprintdistanz (750 m Schwimmen, 22 km Radfahren und 5 km Laufen)
- Olympische Distanz (1,5 km Schwimmen, 36 km Radfahren und 10 km Laufen)

## Ergebnisse

### Olympische Distanz
Der letzte Bewerb auf der olympischen Distanz (1,5 km Schwimmen, 40 km Radfahren und 10 km Laufen) fand am 31. Juli 2020 statt.
| Datum/Jahr    | Männer            | Männer               | Männer            | Frauen              | Frauen             | Frauen            |
| Datum/Jahr    | Erster Platz      | Zweiter Platz        | Dritter Platz     | Erster Platz        | Zweiter Platz      | Dritter Platz     |
| ------------- | ----------------- | -------------------- | ----------------- | ------------------- | ------------------ | ----------------- |
| 31. Juli 2021 | Michael Weiss -3- | Andreas Silberbauer  | Daniel Grabner    | Susanne Aumair      | Jacqueline Kallina | Silvia Wührer     |
| 29. Aug. 2020 | Michael Weiss -2- | Christian Birngruber | Rafael Lukatsch   | Nikola Čorbová      | Anja Weilguni      | Viktoria Siorpaes |
| 4. Aug. 2019  | Michael Weiss     | Nikolaus Wihlidal    | Michael Reithmayr | Tanja Stroschneider | Simone Fürnkranz   | Kamila Polak      |

### Sprintdistanz
| Datum/Jahr    | Männer               | Männer              | Männer            | Frauen             | Frauen             | Frauen           |
| Datum/Jahr    | Erster Platz         | Zweiter Platz       | Dritter Platz     | Erster Platz       | Zweiter Platz      | Dritter Platz    |
| ------------- | -------------------- | ------------------- | ----------------- | ------------------ | ------------------ | ---------------- |
| 31. Juli 2021 | Roman Hintersteiner  | Felix Trummler      | Jan Schiebl       | Lemuela Wutz       | Anita Schoderbeck  | Viktoria Kneissl |
| 29. Aug. 2020 | Lukas Paul Kollegger | Sebastian Czerny    | Julian Höllmüller | Kathrin Schindelar | Anne-Aimée Krakora | Nina Schwarz     |
| 4. Aug. 2019  | Patrick Rapp         | Rainer Egretzberger | Matthias Richter  | Ursula Kirchberger | Melanie Friedl     | Michaela Wolf    |